# Yuji Yaso
Yuji Yaso (八十 祐治 Yaso Yuji?,  nacido el 31 de octubre de 1969 en Osaka) es un exfutbolista japonés que se desempeñaba como centrocampista.

## Trayectoria

### Clubes
| Club              | País  | Año         |
| ----------------- | ----- | ----------- |
| Gamba Osaka       | Japón | 1993 - 1994 |
| Vissel Kobe       | Japón | 1995        |
| Albirex Niigata   | Japón | 1996        |
| Yokogawa Electric | Japón | 1997 - 2000 |